# Kim Sam-soo
Kim Sam-soo (* 8. Februar 1963 in Daejeon) ist ein ehemaliger südkoreanischer Fußballspieler und -trainer.

## Karriere

### Spieler

#### Verein
Nach seiner Zeit in der Mannschaft der Dong-A University wechselte er zur Saison 1986 zu Hyundai Horang-i, wo er bis zum Ende der Saison 1988 verblieb. Anschließend wechselte er weiter zu Lucky Goldstar, wo er fünf Spielzeiten verbrachte. Zur Saison 1994 wechselte er nochmal zu den Daewoo Royals, wo er nach dieser seine Karriere auch beendete.

#### Nationalmannschaft
Sein erstes bekanntes Spiel für die südkoreanische Nationalmannschaft war im Jahr 1984, danach wurde er auch für den Kader bei der Weltmeisterschaft 1986 nominiert, erhielt hier jedoch keinen Einsatz. Sein letzter bekannter Einsatz war bei einer 3:4-Freundschaftsspielniederlage gegen die Olympiamannschaft der Tschechoslowakei am 26. Juni 1988 im Vorfeld der Olympischen Spiele 1988.

### Trainer
Um seine letzte Saison als Spieler herum agierte er schon als Trainer der Wonju Technical High School und verblieb hier bis Ende 1996. Anschließend wechselte er zu Daejeon Citizen, wo er den Posten des Co-Trainers übernahm. Seine Zeit hier dauerte bis zum Ende der Saison 2002. Ab 2004 kehrte er wieder zur Wonju Technical High School und trainierte die dortige Mannschaft noch einmal bis Ende 2006. In der Saison 2010 war er anschließend nochmal Trainer des Cheonan City FC in der Korea National League.